# ان‌جی‌سی ۴۲۲
ان‌جی‌سی ۴۲۲ (انگلیسی: NGC 422) یک خوشه باز است که در صورت فلکی توکان قرار دارد و در ۲۱ سپتامبر ۱۸۳۵ توسط جان هرشل کشف شد.